# Gelsdorf (Grafschaft)
Gelsdorf (Grafschaft) este o comună din landul Renania-Palatinat, Germania.